# Myslivna Liboháj
Pozůstatky myslivny Liboháj se nacházejí u Libohájského rybníka, v severní části katastrálního území města Chotěboře, v okrese Havlíčkův Brod, v Kraji Vysočina. Myslivna, postavená v 19. století na Chotěbořském panství, je zapsaná v Ústředním seznamu nemovitých kulturních památek České republiky, pod číslem 32138/6-219.

## Historie
Přesné datum výstavby objektu není známo. Myslivna byla postavena v empírovém stylu v první polovině 19. století na Chotěbořském panství, na které se v roce 1836 přiženil Jan Josef Dobřenský z Dobřenic (Dobrzenský z Dobrzenic). Rodu Dobřenských pak panství definitivně připadlo v roce 1847, po smrti Marie Frederiky, manželky Jana Josefa Dobřenského. Po únorovém převratu v roce 1948 tehdejší majitelé chotěbořského zámku z rodu Dobřenských odešli do Kanady. Zámek v Chotěboři, s přilehlým parkem, byl Dobřenským vrácen v roce 1992, myslivna Liboháj je však v majetku jiného vlastníka. Stavba v průběhu let chátrala, v roce 2002 vyhořela, posléze se zřítila její nejcennější stavební část. V roce 2015 byla na Ministerstvo kultury ČR zaslána žádost o zrušení památkové ochrany objektu.

## Popis
Ruiny myslivny (Chotěboř čp. 19) se nacházejí u Libohájského rybníka, vlevo od silnice č. 344, vedoucí z Chotěboře do Libice nad Doubravou. Objekt, postavený v 19. století ve zdejším hájku mezi rybníkem a Kamenným potokem, měl půdorys ve tvaru písmene "L" a byl ojedinělou empírovou stavbou. Jeho nejzajímavější částí byl vstupní rizalit s dórskými sloupy, ukončený trojúhelníkovým štítem, tyto partie se však zřítily po požáru v roce 2002. Zároveň v té době již chyběly dřevěné sloupy, které původně podpíraly přesah střechy v dvorní části, střechy a zdi se hroutily. V roce 2013 se spolu s čelním zdivem zřítily i plackové klenby a došlo k takovým poškozením, že budova prakticky zanikla.